# Pingasa ruginaria
Pingasa ruginaria là một loài bướm đêm thuộc họ Geometridae. Nó được tìm thấy ở miền bắc Ấn Độ, Đông Nam Á, the quần đảo Ryukyu và Sundaland.
Ấu trùng ăn các loài Rhus, Liquidambar, Cinnamomum, Litsea, Crotalaria, Nephelium, Trema and Sterculiaceae.

## Hình ảnh

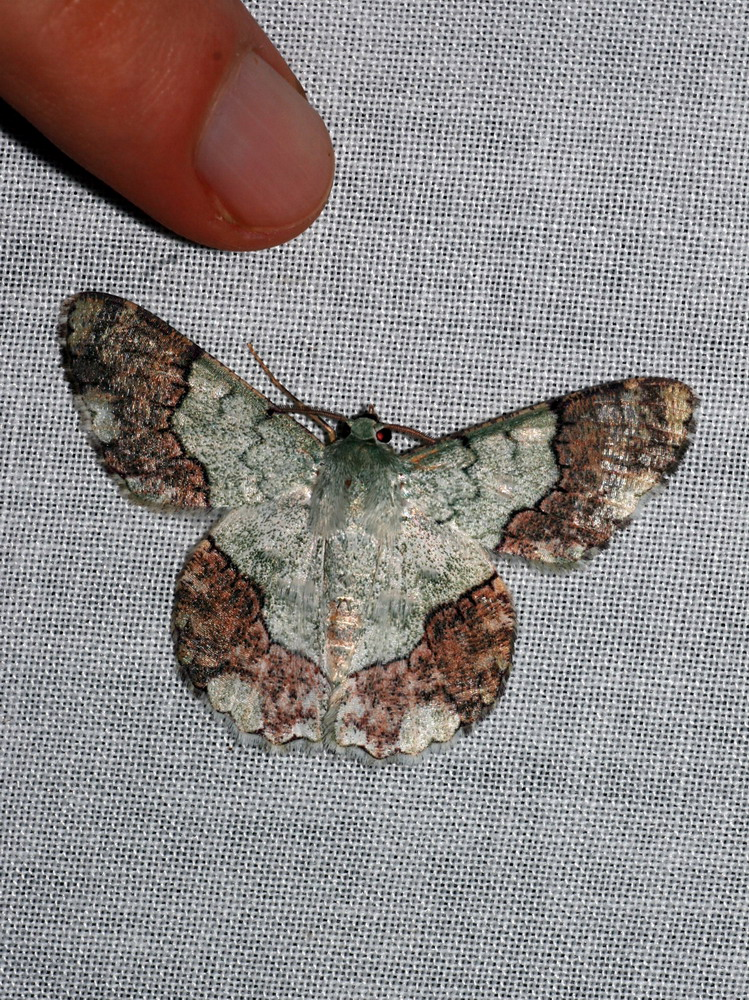
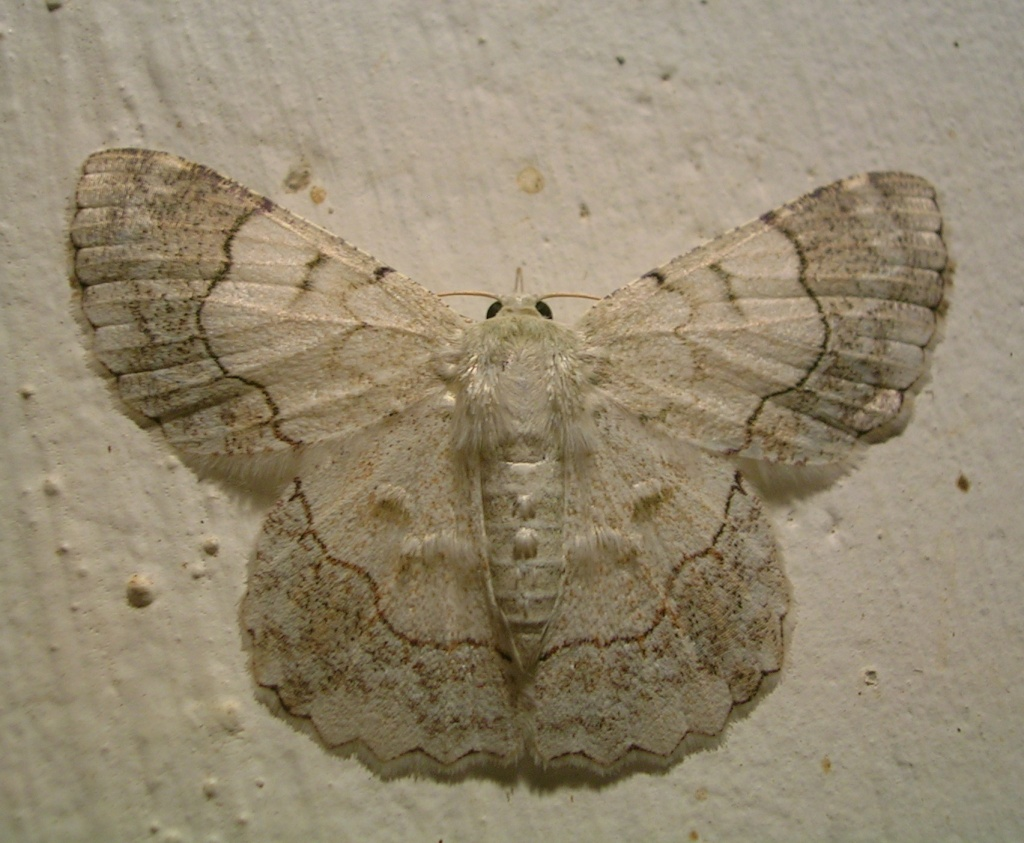